# Brianna Love
Pour les articles homonymes, voir Love.
Brianna Love, née le 14 mars 1985 à Fresno (Californie), est une actrice pornographique américaine.

## Biographie

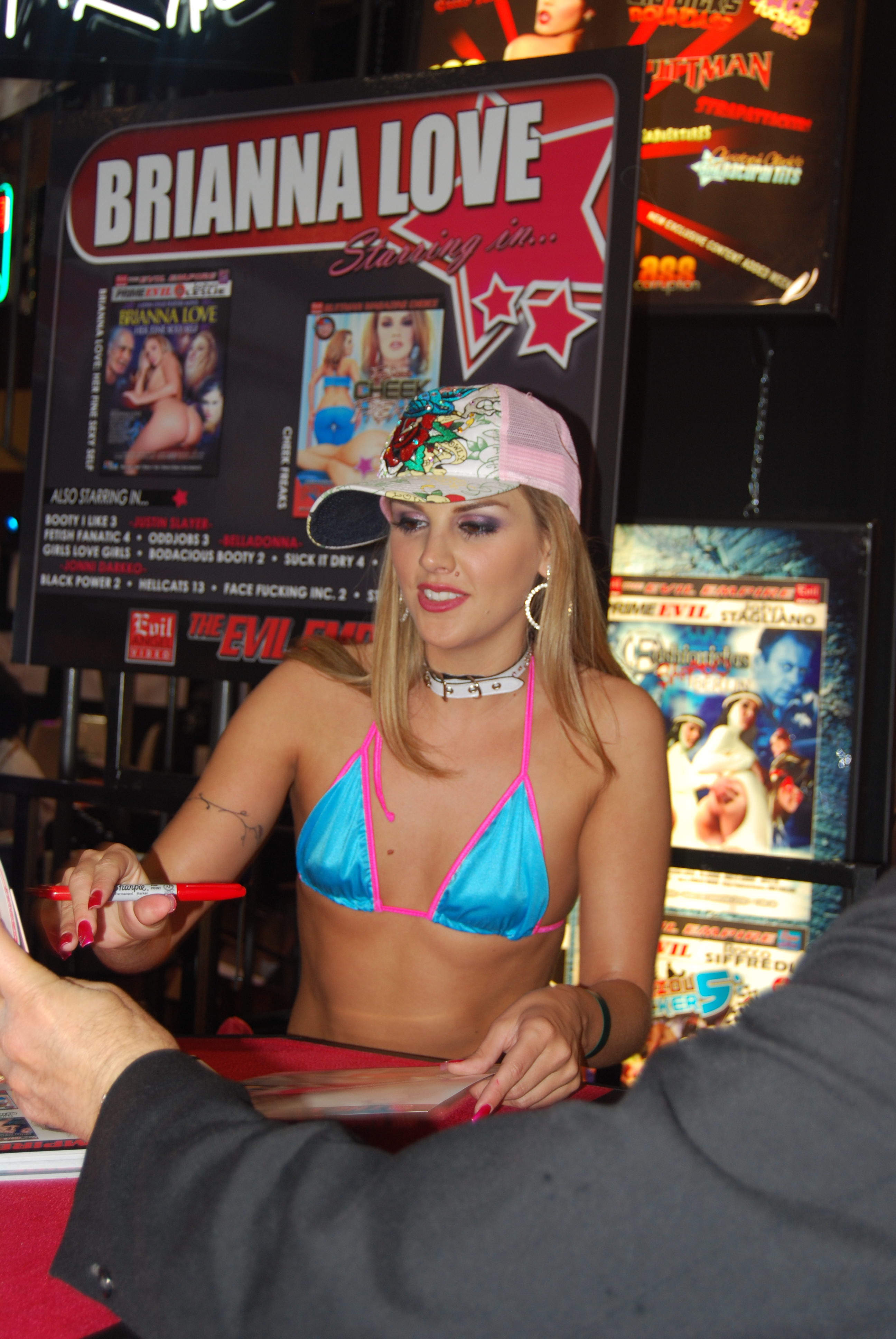
Brianna Love en janvier 2006

À l'âge de 15 ans, elle décide de vivre indépendamment. Déménageant très fréquemment, c'est au Missouri qu'elle commença sa carrière comme strip-teaseuse. C'est en 2005 à Las Vegas qu'elle s'embarqua définitivement dans une carrière pornographique.
Durant sa première année en tant qu'actrice pornographique, Brianna Love ne tourna que dans des scènes lesbiennes. Elle fut alors repérée par Red Light District Video, un studio de films pornographiques américain, et signa un contrat d'exclusivité d'une durée de deux ans. À la fin de ce contrat, elle décida de devenir indépendante et de ne pas renouveler ce contrat.

## Récompenses
- 2008 : AVN Award - Meilleur strip-tease – Brianna Love: Her Fine Sexy Self
- 2008 : AVN Award - Meilleur Gonzo – Brianna Love Is Buttwoman
- 2009 : AVN Award – Best All-Girl Group Sex Scene – Cheerleaders (Jesse Jane, Shay Jordan, Stoya, Adrianna Lynn, Sophia Santi, Lexxi Tyler, Memphis Monroe et Priya Rai)

## Filmographie sélective
- 2005 : 1 Dick 2 Chicks 4
- 2005 : Anal Mania
- 2005 : Lesbian Seductions: Older/Younger 1
- 2005 : Lesbian Seductions: Older/Younger 2
- 2005 : Lesbian Seductions: Older/Younger 4
- 2005 : Road Queen 1
- 2005 : Women Seeking Women 13
- 2005 : Women Seeking Women 14
- 2005 : Women Seeking Women 17
- 2006 : Brianna Love Oversexed
- 2006 : Lesbian Seductions: Older/Younger 5
- 2006 : Road Queen 2
- 2006 : Road Queen 3
- 2006 : Women Seeking Women 27
- 2007 : Ass Parade 13
- 2007 : Brianna Love Comes of Age
- 2007 : Brianna Love: Her Fine Sexy Self
- 2007 : Brianna Love Is Buttwoman
- 2007 : Lesbian Seductions: Older/Younger 11
- 2007 : Lesbian Seductions: Older/Younger 15
- 2007 : Women Seeking Women 32
- 2007 : Women Seeking Women 38
- 2008 : Belladonna's Fucking Girls 6
- 2008 : Cheerleaders
- 2008 : Pirates 2.Stagnetti's Revenge
- 2008 : Video Nasty 4: Katsuni (2008)
- 2009 : Jana Cova: Scream
- 2009 : Video Nasty 5: Teagan (2009)
- 2010 : For Her Tongue Only
- 2010 : Sex Girlz
- 2011 : Her First Lesbian Sex 21
- 2011 : In the VIP 6
- 2012 : Dirty White Pussys
- 2012 : Girls of Bang Bros 17: Abella Anderson
- 2013 : Big Booty Cuties 2
- 2013 : Grab My Ass
- 2014 : Anal Showdown
- 2014 : It's Huge And In My Ass
- 2015 : Anal Demise 3
- 2015 : Anal Wreckage
- 2016 : Share My Pussy
- 2016 : Women Seeking Women 131
- 2017 : Throat Party